# Колика
Колика (мн. ч. колики, от гръцки kolike – черво) е остра болка, която се появява при смущение на някой от вътрешните органи в коремната област на човешкия организъм – стомах, черва, бъбреци и т.н. Коликите са симптом за сериозно нарушение на дейността на някой от тези органи.
Терминът често се употребява също за обичайните при новородените болки в коремната област.